# Fokföldi rigó
A fokföldi rigó (Turdus olivaceus) a madarak osztályának verébalakúak (Passeriformes) rendjébe és a rigófélék (Turdidae) családjába tartozó faj.

## Rendszerezése
A fajt Carl von Linné svéd természettudós írta le 1766-ban.

## Alfajai
- Turdus olivaceus swynnertoni (Bannerman, 1913) - kelet-Zimbabwe és nyugat-Mozambik
- Turdus olivaceus transvaalensis (Roberts, 1936) - a Dél-afrikai Köztársaság északkeleti része és Szváziföld
- Turdus olivaceus culminans (Clancey, 1982) - a Dél-afrikai Köztársaság keleti része és Lesotho
- Turdus olivaceus olivaceus (Linnaeus, 1766) - a Dél-afrikai Köztársaság délnyugati része
- Turdus olivaceus pondoensis (Reichenow, 1917) - a Dél-afrikai Köztársaság délkeleti része  [2]

## Előfordulása
Afrika déli részén, a Dél-afrikai Köztársaság, Lesotho, Malawi, Mozambik, Szváziföld és Zimbabwe területén honos. 
Természetes élőhelyei a szubtrópusi vagy trópusi síkvidéki és hegyi esőerdők, cserjések, folyók és patakok környékén, valamint ültetvények és vidéki kertek. Magassági vonuló.

## Megjelenése
Testhossza 24 centiméter, testtömege 54-81 gramm. Feje és háti része olívbarna, álla és torka fehér, függőleges csíkos mintázattal. Mellkasa szürkés, hasa narancssárga.

## Életmódja
Rovarokkal, csigákkal, pókokkal és kagylókkal táplálkozik, de lehullott gyümölcsöt is fogyaszt.

## Szaporodása
A tojó építi csésze formájú fészkét, általában 3-16 méterrel a föld felett építi. 2-3 tojást rak a tojó, csak a tojó költ, 14-15 napig kotlik. A fiókák 16 napos korukban repülnek ki.

## Természetvédelmi helyzete
Az elterjedési területe rendkívül nagy, egyedszáma viszont ismeretlen. A Természetvédelmi Világszövetség Vörös listáján nem fenyegetett fajként szerepel.